# Sternotomis bohemani
Sternotomis bohemani es una especie de escarabajo longicornio del género Sternotomis, subfamilia Lamiinae. Fue descrita científicamente por Chevrolat en 1844.
Se distribuye por Etiopía, República de Sudáfrica, Zanzíbar, Tanzania, República Democrática del Congo, Uganda, Zimbabue, Namibia, Mozambique, Kenia, Camerún, Botsuana, Angola y Malaui. Posee una longitud corporal de 16-34 milímetros. El período de vuelo de esta especie ocurre en los meses de agosto, septiembre, octubre, noviembre y diciembre.
Parte de su alimentación se compone de plantas de las familias Moraceae y Rubiaceae.

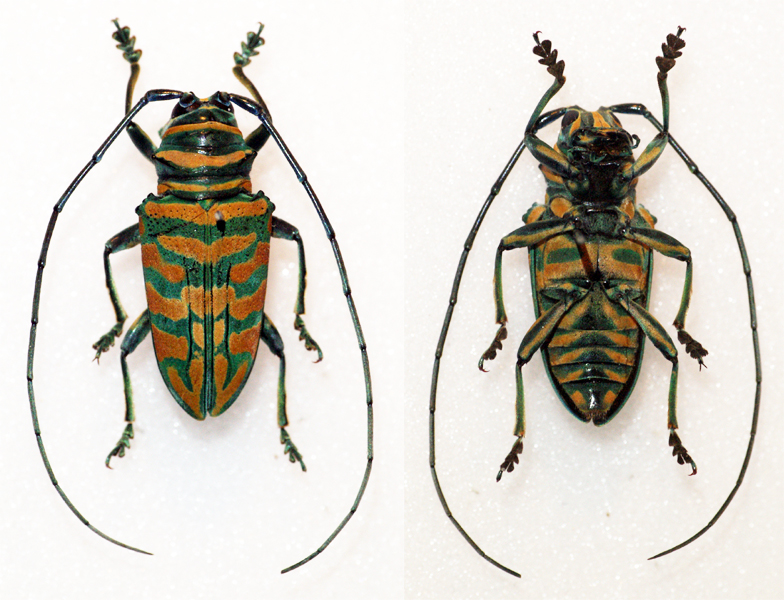
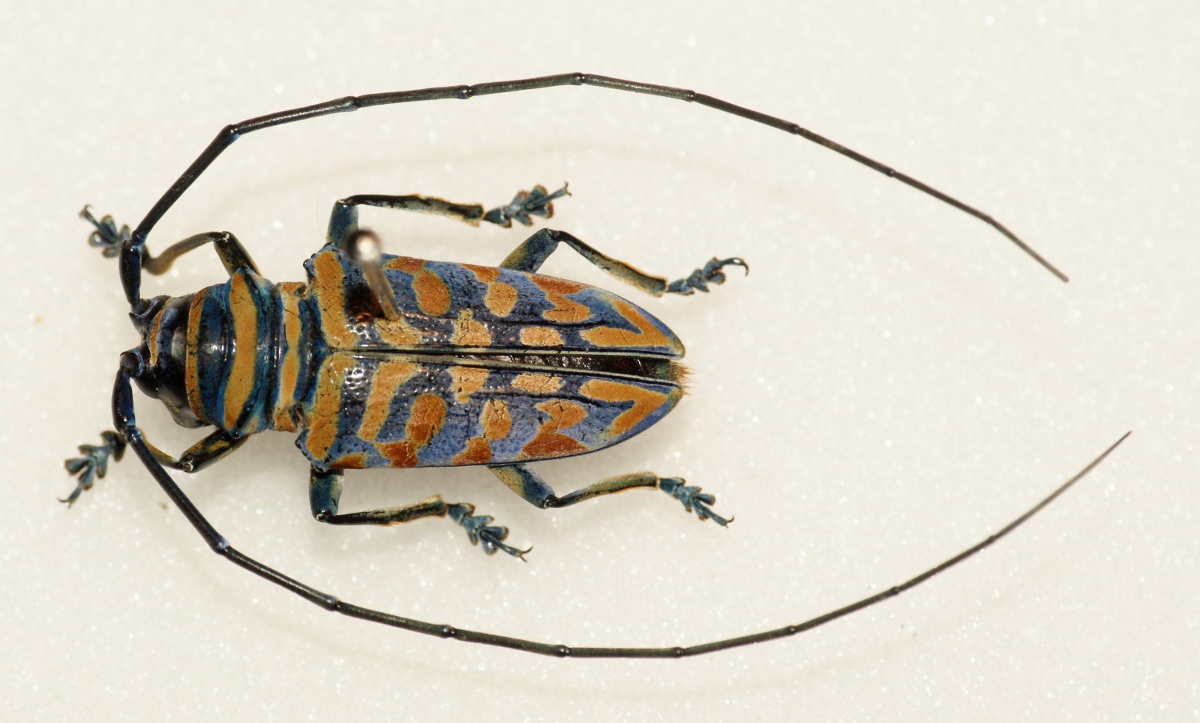
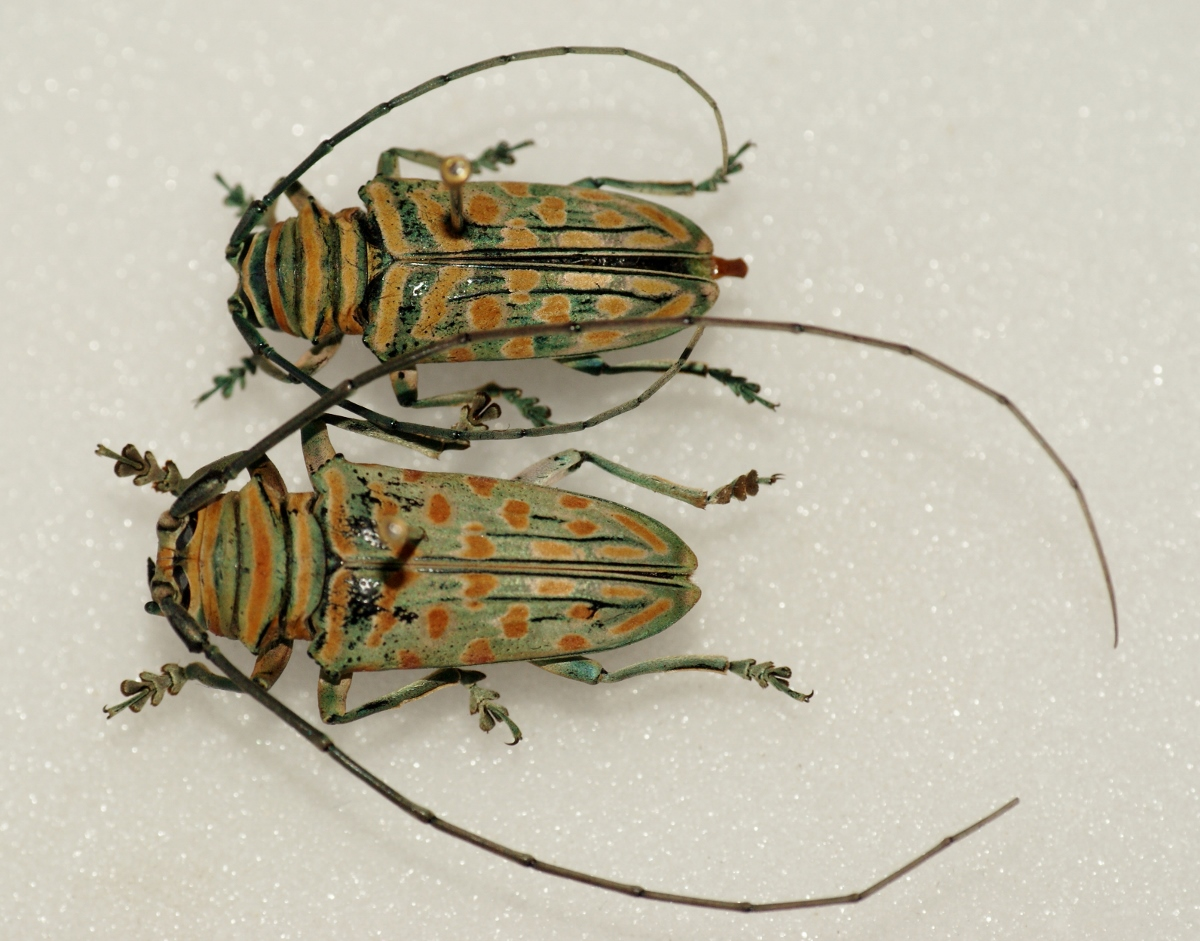
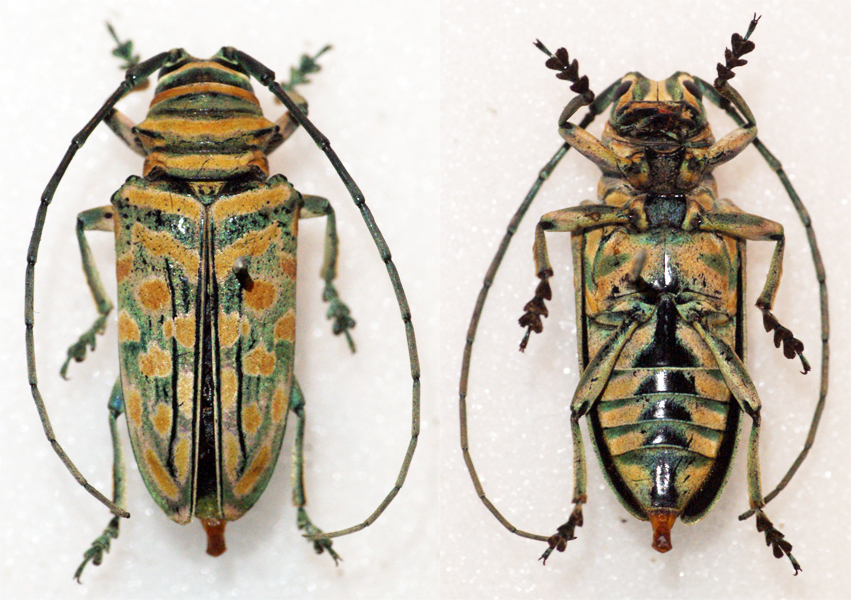
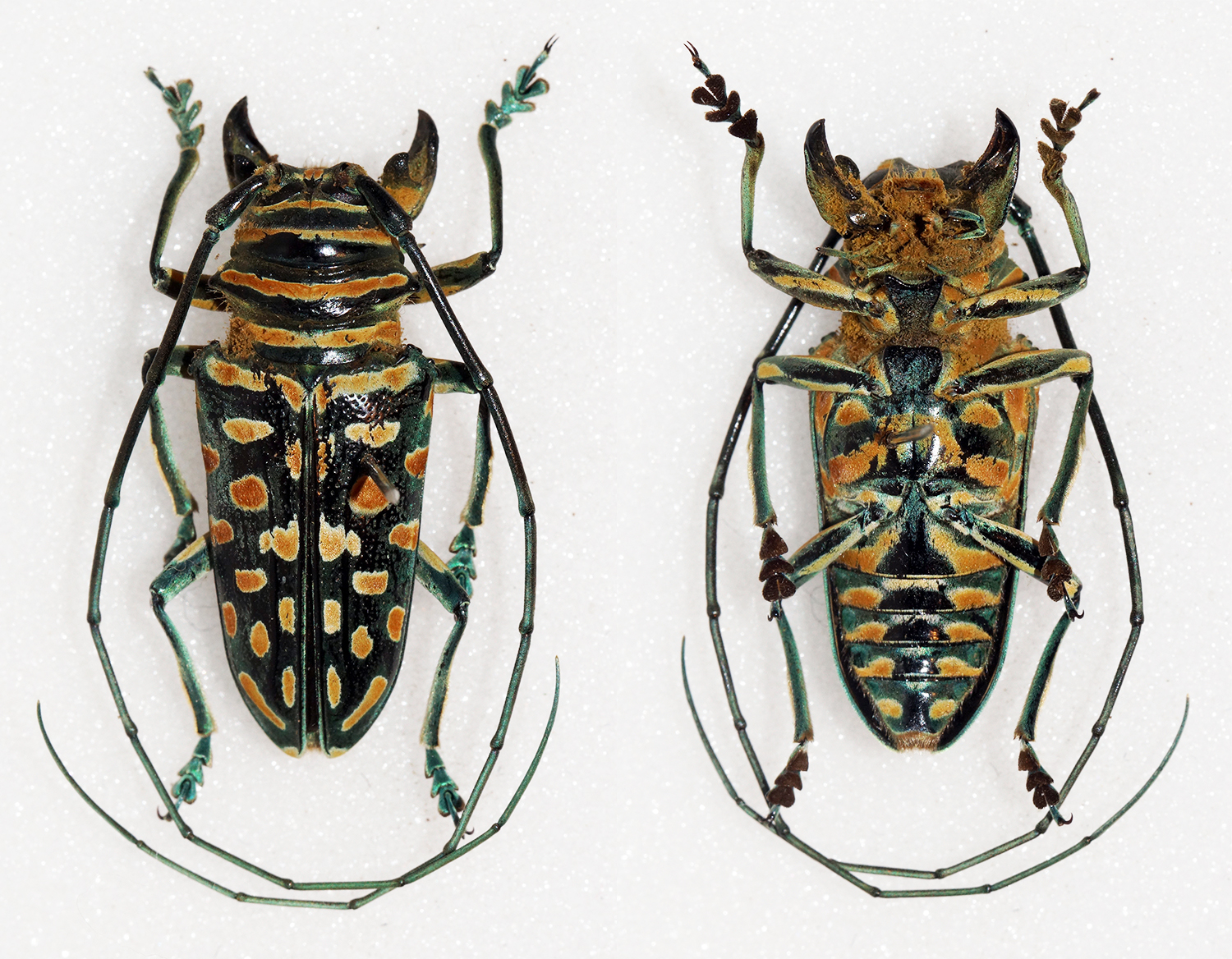